# Xanthophyto erythropyga
Xanthophyto erythropyga är en tvåvingeart som först beskrevs av Wulp 1882.  Xanthophyto erythropyga ingår i släktet Xanthophyto och familjen parasitflugor. Inga underarter finns listade i Catalogue of Life.